# VfL Pfullingen
Dernière mise à jour : 25 juin 2015.
Le VfL Pfullingen est un club allemand de handball situé dans la ville de Pfullingen en Bade-Wurtemberg.